# YIPF7
YIPF7 (англ. Yip1 domain family member 7) – білок, який кодується однойменним геном, розташованим у людей на 4-й хромосомі. Довжина поліпептидного ланцюга білка становить 280 амінокислот, а молекулярна маса — 30 632.
| 10         |  | 20         |  | 30         |  | 40         |  | 50         |
| ---------- |  | ---------- |  | ---------- |  | ---------- |  | ---------- |
| MDLLKISHTK |  | LHLLEDLSIK |  | NKQRMSNLAQ |  | FDSDFYQSNF |  | TIDNQEQSGN |
| DSNAYGNLYG |  | SRKQQAGEQP |  | QPASFVPSEM |  | LMSSGYAGQF |  | FQPASNSDYY |
| SQSPYIDSFD |  | EEPPLLEELG |  | IHFDHIWQKT |  | LTVLNPMKPV |  | DGSIMNETDL |
| TGPILFCVAL |  | GATLLLAGKV |  | QFGYVYGMSA |  | IGCLVIHALL |  | NLMSSSGVSY |
| GCVASVLGYC |  | LLPMVILSGC |  | AMFFSLQGIF |  | GIMSSLVIIG |  | WCSLSASKIF |
| IAALHMEGQQ |  | LLVAYPCAIL |  | YGLFALLTIF |  |            |  |            |

A: Аланін

C: Цистеїн

D: Аспарагінова кислота

E: Глутамінова кислота

F: Фенілаланін

G: Гліцин

H: Гістидин

I: Ізолейцин

K: Лізин

L: Лейцин

M: Метіонін

N: Аспарагін

P: Пролін

Q: Глутамін

R: Аргінін

S: Серин

T: Треонін

V: Валін

W: Триптофан

Задіяний у такому біологічному процесі, як альтернативний сплайсинг. 
Локалізований у мембрані, ендоплазматичному ретикулумі.